# Bergwerk Benxihu
Das Bergwerk Benxihu ist ein ehemaliges Steinkohlebergwerk in der chinesischen Stadt Benxi in der Provinz Liaoning. Es förderte seit 1905. Die Betreibergesellschaft Benxi Coal and Steel Limited Company war ein chinesisch-japanisches Joint Venture. 
Während der japanischen Besetzung seit der Mandschurei-Krise 1931 verschlechterten sich die Arbeitsbedingungen. Die Arbeiter wurden misshandelt und erkrankten an Cholera. 
Am 26. April 1942 ereignete sich um 14:05 Uhr eine Explosion mit einem anschließenden Brand. Offiziell kamen 1.549 Bergleute ums Leben, inoffiziell wurde auch von 3.000 und mehr Toten gesprochen. Einige Opfer waren von der Explosion in Stücke gerissen worden. Andere hatten sich Tücher vor das Gesicht gehalten, waren jedoch durch Hitze und Gase umgekommen. Die Opfer wurden in einem Massengrab beigesetzt.
Siehe auch: Liste von Unglücken im Bergbau